# Stenus shoshonis
Stenus shoshonis är en skalbaggsart som beskrevs av Thomas Casey. Stenus shoshonis ingår i släktet Stenus och familjen kortvingar. Inga underarter finns listade i Catalogue of Life.